# Oxytropis hirsuta
Oxytropis hirsuta är en ärtväxtart som beskrevs av Aleksandr Andrejevitj Bunge. Oxytropis hirsuta ingår i släktet klovedlar, och familjen ärtväxter. Inga underarter finns listade i Catalogue of Life.